# Stanisław Aniołkowski
Stanisław Aniołkowski (* 20. Januar 1997 in Warschau) ist ein polnischer Radrennfahrer.

## Sportlicher Werdegang
Nach dem Wechsel in die U23 fuhr Aniołkowski ein Jahr für das Verva ActiveJet Pro Cycling Team und zwei Jahre für das damalige Team Hurom, ohne zählbare Erfolge zu erzielen. Zur Saison 2019 wechselte er zum CCC Development Team und wurde zum Siegfahrer: 2019 erzielte er sechs Einzelerfolge und gewann die Gesamtwertung der Dookoła Mazowsza. 2020 beendete 20 von insgesamt 23 Rennen unter den Top 10, fünf davon als Sieger. Unter anderem wurde er polnischer Meister im Straßenrennen.
Aufgrund seiner Erfolge bekam Aniołkowski die Möglichkeit, ab der Saison 2021 für das UCI ProTeam Bingoal WB zu fahren. In den zwei Jahren für das Team erreichte er eine Vielzahl von Top-10-Platzierungen, ein weiterer zählbarer Erfolg blieb ihm verwehrt. Zur Saison 2023 wechselte er zum Team Human Powered Health, für das er zwei Etappen der Griechenland-Rundfahrt gewann.
Zur Saison 2024 wurde Aniołkowski Mitglied im Team Cofidis und erhielt damit erstmals einen Vertrag bei einem UCI WorldTeam. Beim Giro d’Italia 2024 gab er sein Grand-Tour-Debüt. Im Sprint der 13. Etappe belegte er hinter Jonathan Milan den zweiten Rang. Ende Juli wurde er kurzfristig als Ersatz für Michał Kwiatkowski für das olympische Straßenrennen nachnominiert, wo er den 61. Platz belegte.

## Erfolge
2015
- eine Etappe und Punktewertung Coupe du Président de la Ville de Grudziądz

2019
- zwei Etappen Rumänien-Rundfahrt
- Gesamtwertung, eine Etappe und Nachwuchswertung Dookoła Mazowsza
- eine Etappe Course de la Solidarité Olympique
- Nachwuchswertung Szlakiem Walk Majora Hubala
- zwei Etappen Carpathian Couriers Race

2020
- Polnischer Meister – Straßenrennen
- Punktewertung Tour of Szeklerland
- Gesamtwertung und eine Etappe Bałtyk-Karkonosze Tour
- Gesamtwertung, eine Etappe und Punktewertung Course de la Solidarité Olympique
- eine Etappe Tour of Małopolska
- Visegrád 4 Bicycle Race – GP Slovakia

2023
- zwei Etappen Griechenland-Rundfahrt

## Grand Tour-Platzierungen
| Grand Tour            | 2024 |
| --------------------- | ---- |
| Giro d’ItaliaGiro     | 129  |
| Tour de FranceTour    | –    |
| Vuelta a EspañaVuelta | –    |